# Embalse de Navalcán
El embalse de Navalcán es un embalse construido en 1977 y  situado entre los términos municipales de Navalcán, Parrillas y Oropesa pertenecientes a la provincia de Toledo, en la comunidad autónoma de Castilla-La Mancha. Está formado por las aguas del río Guadyerbas  y de él se abastecen algunos municipios pertenecientes a la Campana de Oropesa cuando el río Tiétar no cuenta con demasiada agua.

## Localización
La ocupación total del embalse entre los tres pueblos toledanos se distribuye de la siguiente manera: 
- Navalcán - 220 ha
- Parrillas - 5 ha
- Oropesa - 493 ha[1]

## Historia
Se terminó de construir en el año 1977 y en 1996 fue declarado Refugio de Fauna por su capacidad de acoger aves acuáticas. Además, está integrado en la ZEPA (Zona de Protección Especial para las Aves) y en la LIC (Lugar de Importancia Comunitaria).

## Características
| Embalse de Navalcán       | Embalse de Navalcán |
| ------------------------- | ------------------- |
| Capacidad                 | 34 hm3              |
| Superficie                | 746 ha              |
| Aportación media anual    | 73,900 hm3          |
| Precipitación media anual | 681,600 mm3         |

## Ecología
Fauna
La zona del embalse contiene variedad de especies ornitológicas donde se pueden encontrar especies típicas del bosque mediterráneo casi en su totalidad como el águila imperial ibérica, la cigüeña negra, el águila o el azor perdicera. También cuenta con aves rapaces como el milano negro, el elanio común, el águila real, el águila culebrera, el azor, el gavilán, etc. 
Flora
Se pueden encontrar dehesas de encinas y alcornoques, bosques, zonas de matorral y pastizales en los alrededores del embalse.

## Utilidad
El agua del embalse de Navalcán en el mes de septiembre es destinado a rellenar el embalse de Rosarito para finalizar la campaña de riego en el rio Tiétar y cuando el Tiétar no dispone de abundancia de agua, los municipios por los que está compuesta la campana de Oropesa se abastecen del agua del embalse navalqueño. Además, Es un lugar frecuentado por pescadores por la variedad de peces que contiene como las poblaciones de ciprínidos, aunque no está permitido bañarse en el embalse porque las corrientes de agua pueden ser peligrosas.